# The Wonderful 101
The Wonderful 101 (ザ・ワンダフル・ワン・オー・ワン Za Wandafuru Wan Ō Wan?, "de underbara 101") är ett actionspel som utvecklades av Platinum Games under regi av Hideki Kamiya. Det gavs ut av Nintendo till Wii U i september 2013 i Nordamerika och i augusti samma år i övriga regioner.
Jorden hotas av det utomjordiska Gethjerk-imperiet. Superhjältegruppen The Wonderful 100 sammankallas och man spelar som dessa hundra hjältar för att bekämpa utomjordingarna. Mot slutet av spelet får gruppen sin 101:e medlem och då blir de The Wonderful 101.